# Tin Men - 2 imbroglioni con signora
Tin Men - 2 imbroglioni con signora (Tin Men) è un film del 1987 diretto da Barry Levinson e interpretato da Richard Dreyfuss, Danny DeVito e Barbara Hershey.

## Trama
Stati Uniti, 1963. Due "tin men" ("uomini di latta", venditori porta-a-porta di rivestimenti in alluminio) di Baltimora, Bill ed Ernest, lavorano per ditte concorrenti e non si conoscono. Bill ha successo nel lavoro e con le donne, è amato dai colleghi e fa una vita brillante. Ernest ha problemi sul lavoro e con l'ufficio delle imposte e il suo matrimonio con la bella Nora è al capolinea. Entrambi comprano una Cadillac, auto simbolo di successo e benessere, nello stesso giorno, e hanno un incidente. Da lì iniziano a litigare e ad incontrarsi in circostanze imbarazzanti.
Per vendicarsi Bill decide di sedurre la moglie di Ernest: ci riesce, ma i due si innamorano. Ernest li scopre e butta fuori di casa Nora, che si trasferisce da un perplesso Bill. Nel frattempo il migliore amico di Bill, Moe, ha un infarto durante un incontro di lavoro e decide di lasciare il settore per una vita più tranquilla. Questo inizia a fare riflettere Bill, che si sente minacciato, come tutti i suoi colleghi, da una commissione di inchiesta federale sui metodi truffaldini di vendita di alluminio.
Nella rete cade Ernest, che il suo capo sacrifica alla commissione, in cerca di capri espiatori, e Bill, che ha deciso di fare sul serio con Nora, ne approfitta per farsi ritirare la licenza e cambiare vita. I due si incontrano subito dopo essere stati radiati e iniziano a chiacchierare.
Improvvisamente Bill ed Ernest entrano in sintonia e progettano una nuova attività insieme: la vendita di Maggiolini Volkswagen, auto che l'imminente crisi economica farà preferire alle dispendiose Cadillac.